# Azealia Banks
Azealia Banks (ur. 31 maja 1991 w Nowym Jorku) – amerykańska raperka, piosenkarka, autorka piosenek i aktorka. Wychowana w dzielnicy Harlem w Nowym Jorku, rozpoczęła karierę muzyczną w 2008 roku pod pseudonimem Miss Bank$, publikując pierwsze utwory w serwisie MySpace. W wieku 17 lat podpisała kontrakt z wytwórnią XL Recordings. Po wydaniu debiutanckiego singla "212", Banks zapewniła sobie kolejny kontrakt, tym razem z wytwórnią Interscope/Polydor. Pod jej opieką wydała pierwszą EP-kę 1991 w 2012, która znalazła się na pierwszym miejscu listy Top Heatseekers magazynu "Billboard". Następnie zajęła się projektem pt. Fantasea, opublikowanym za darmo w Internecie kilka miesięcy później. Data premiery debiutanckiego albumu artystki, Broke with Expensive Taste, była przesuwana kilka razy przed ostatecznym wydaniem w 2014. 
W międzyczasie Banks dała się poznać publiczności jako postać kontrowersyjna ze względu na swoje wypowiedzi w mediach społecznościowych. W 2016 wydała mixtape pt. Slay-Z. Drugi album studyjny, zatytułowany Fantasea II: The Second Wave, miał ukazać się w 2018.

## Wczesne lata
Azealia Amanda Banks urodziła się 31 maja 1991 w dzielnicy Manhattan w Nowym Jorku. Po śmierci jej ojca na raka trzustki, przeprowadziła się z mamą i dwojgiem rodzeństwa do Harlemu, jeszcze jako dwulatka. Matka była wobec dzieci bardzo brutalna, zarówno fizycznie, jak psychicznie. Przemoc doprowadziła Azealię do ucieczki z domu w wieku 14 lat.
Jeszcze w dzieciństwie Banks zaczęła rozwijać swoje zainteresowania. W wieku 16 lat planowała zostać aktorką, jednak gdy starania nie przyniosły żadnego rezultatu, skupiła się na muzyce. Nigdy nie ukończyła liceum, tłumacząc to chęcią rozpoczęcia profesjonalnej kariery.
Pod pseudonimem Miss Bank$ wydała debiutancką piosenkę „Gimme a Chance” w listopadzie 2008. Nagranie zostało stworzone na podstawie singla zespołu Ladytron pt. „Seventeen”. Banks wysłała demo utworu do amerykańskiego DJ-a Diplo. Tego samego roku Azealia podpisała kontrakt z wytwórnią muzyczną XL Recordings i rozpoczęła pracę nad kolejnymi piosenkami w Londynie. Wkrótce opuściła wytwórnię ze względu na konflikty z producentami.

## Kariera

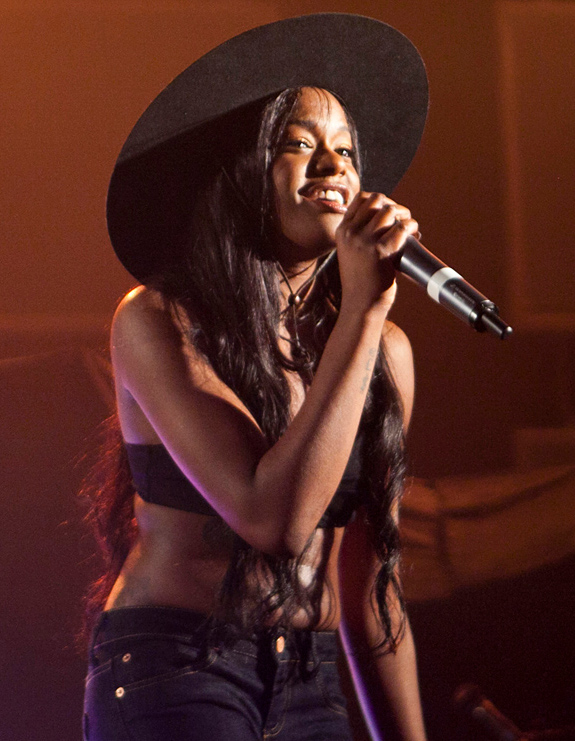
Banks występująca na NME Awards w 2012 roku.

Po zerwaniu kontraktu z XL Recordings, Banks zdecydowała się na występowanie pod swoim prawdziwym nazwiskiem. W celu kontynuacji swoich muzycznych planów przeprowadziła się do Montrealu. Tam zaczęła nagrywać pierwsze teledyski do takich utworów jak "L8R", które potem publikowała w serwisie YouTube. Po wygaśnięciu kanadyjskiej wizy, Azealia powróciła do rodzinnego miasta, gdzie w dzielnicy Queens zarabiała na siebie jako striptizerka.
We wrześniu 2011 w sieci po raz pierwszy pojawiła się piosenka pt. "212", którą 6 grudnia ogłoszono jako oficjalny singiel Banks z EP 1991. Utwór odniósł spory sukces w Europie, gdzie utrzymywał się przez dłuższy czas w pierwszej dwudziestce list przebojów.
Pomimo braku kontraktu z jakąkolwiek wytwórnią, Azealia rozpoczęła pracę nad debiutanckim albumem studyjnym. W międzyczasie wydała niezależnie kilka utworów i pojawiła się gościnnie w kompozycjach innych artystów.
W maju 2012 Banks ogłosiła prawdopodobne wydanie mixtape pod tytułem Fantastic, który później zmieniono na Fantasea. Wydawnictwo ukazało się w Internecie 11 lipca 2012. Miesiąc później raperka stworzyła własne internetowe radio, Kunt.FM.
Debiutancka EP-ka artystki, 1991, pojawiła się na rynku muzycznym Wielkiej Brytanii 28 maja 2012, a w Stanach Zjednoczonych dzień później. Mimo że sam minialbum nie odniósł wielkiego sukcesu, tytułowy utwór znalazł się na 79. miejscu brytyjskiej listy przebojów. EP-ka dotarła na 133. miejsce amerykańskiej Billboard 200 i 12. miejsce listy najpopularniejszych albumów muzyki hip-hop.
25 września 2012 miał zostać wydany drugi singiel piosenkarki, "Esta Noche", ale promocja została wstrzymana ze względu na problemy związane z prawem autorskim, wywołanymi przez producenta utworu, DJ-a Munchi. W następnym miesiącu potwierdzono informacje, że Banks stworzyła dwie piosenki z Lady Gagą; były to "Ratchet" i "Red Flame", które miały znaleźć się na trzecim studyjnym albumie Gagi, Artpop (2013). Kompozycje ostatecznie nie zostały umieszczone na płycie. Artystka pracowała także z Kanye Westem, ale jej wkład również nie został uwzględniony na wydawanym przez rapera krążku.

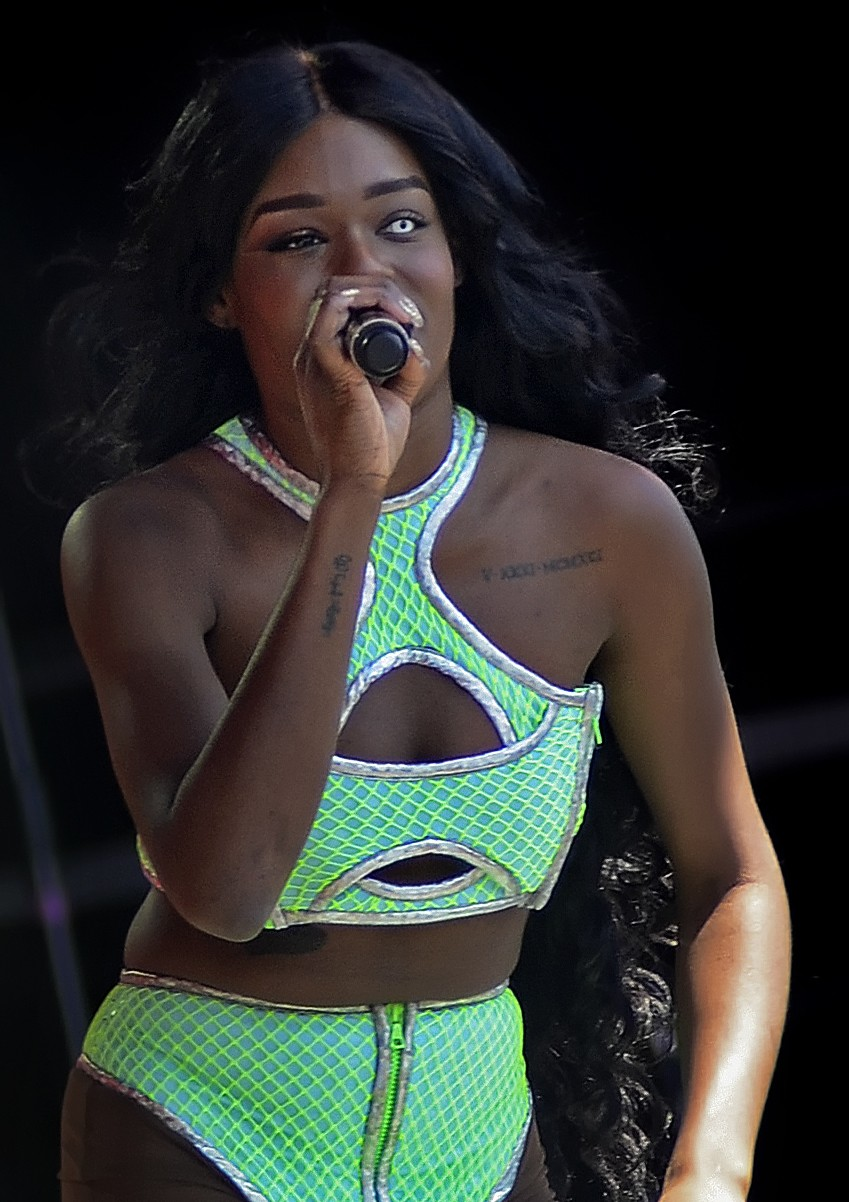
Banks na festiwalu w Glastonbury, 2013.

Jeszcze we wczesnym 2012 Banks potwierdziła, że jej debiutancki album będzie nazywać się Broke with Expensive Taste, i obiecała współpracę m.in. z Theophilusem Londonem, Kevinem Husseinem i Ariel Pink. Pierwszym singlem z krążka miał być "Miss Amor", do wydania wraz z B-side, "Miss Camaraderie". Plany raperki zmieniły się na początku 2013, gdy wydała piosenkę pod tytułem "Yung Rapunxel", od tej pory będącą pierwszym oficjalnym singlem z albumu.
W wakacje pojawił się kolejny singiel pt. "ATM Jam", na którym gościnnie wystąpił Pharrell. W listopadzie 2013 piosenkarka oznajmiła, że utwór nie pojawi się na albumie ze względu na jego słabą sprzedaż.
Po długiej walce z wytwórnią muzyczną Universal Music Group, Banks odzyskała prawa do muzyki, którą dotychczas tworzyła pod szyldem Interscope Records. 28 lipca 2014 na rynku muzycznym pojawił się drugi oficjalny singiel z Broke with Expensive Taste, zatytułowany "Heavy Metal and Reflective". Kolejna piosenka z tego projektu, "Chasing Time", po raz pierwszy rozbrzmiała w stacjach radiowych 22 września.
7 listopada 2014 Banks niespodziewanie wydała Broke with Expensive Taste przez serwis iTunes. Płyta pojawiła się w formacie CD i na winylu dopiero 3 marca 2015. Album osiągnął 30. miejsce amerykańskiej Billboard 200 i osiągnął wysokie miejsca list przebojów w innych krajach, m.in. Australii, Belgii, Irlandii i Wielkiej Brytanii.
W maju 2015 ogłoszono, że artystka wystąpi w głównej roli w musicalu Love Beats Rhymes, wtedy znanym jeszcze jako Coco. Kilka miesięcy później Banks stwierdziła, że żadne nowe wydawnictwo muzyczne nie ukaże się do marca 2016, ponieważ dopiero wtedy jej kontrakt z wytwórnią zakończy się, a ona sama będzie w stanie bezproblemowo opublikować nowy materiał.
W lutym 2016 pojawił się singiel "The Big Big Beat", którego teledysk opublikowano w serwisie YouTube w kwietniu. Kolejny mixtape, Slay-Z, wydano 24 marca 2016.
Pod koniec 2016 artystka stworzyła własny sklep internetowy, CheapyXO. Sprzedawane są tam ubrania sygnowane jej nazwiskiem i produkty kosmetyczne.
Po długiej przerwie w koncertach Banks wyruszyła w 2017 na trasę koncertową, obejmującą 20 miejsc w Ameryce Północnej. Rozpoczęto ją 4 października w Chicago, a zakończono ostatniego dnia tego miesiąca w San Francisco.

## Dyskografia
- Broke with Expensive Taste (2014)

## Filmografia
- The American Ruling Class (2005)
- Love Beats Rhymes (2017)[50]

## Trasy koncertowe
- Mermaid Ball (2012–13)[51]
- Broke with Expensive Taste Tour (2014–15)[52]
- Azealia Banks: North American Tour 2017 (2017)[53]
- Back to the Union Jack: UK Tour (2024)[54]
- Azealia Banks: Scandinavia/E.U Tour (2025)

### Jako support
- ShockWaves NME Awards Tour (2012)

## Nagrody i wyróżnienia
| Rok  | Kategoria                          | Tytułem       | Nagroda            | Nota      | Źródło |
| ---- | ---------------------------------- | ------------- | ------------------ | --------- | ------ |
| 2012 | Hymn parkietu                      | "212"         | NME Awards         | Nominacja | [ 55 ] |
| 2012 | Philip Hall Radar Award            | Azealia Banks | NME Awards         | Wygrana   | [ 55 ] |
| 2012 | Nowy artysta z Internetu           | Azealia Banks | O Music Awards     | Nominacja | [ 56 ] |
| 2012 | Najlepszy singel                   | "212"         | Urban Music Awards | Wygrana   | [ 57 ] |
| 2012 | Najlepszy międzynarodowy artysta   | Azealia Banks | Urban Music Awards | Nominacja | [ 58 ] |
| 2012 | Artysta roku                       | Azealia Banks | Urban Music Awards | Nominacja | [ 58 ] |
| 2012 | Najlepszy międzynarodowy wykonawca | Azealia Banks | MOBO Awards        | Nominacja | [ 59 ] |
| 2013 | Człowiek roku                      | Azealia Banks | NME Awards         | Nominacja | [ 60 ] |
| 2013 | Najlepsza artystka hip hopowa      | Azealia Banks | BET Awards         | Nominacja | [ 61 ] |
| 2013 | Najlepszy nowy artysta             | Azealia Banks | BET Awards         | Nominacja | [ 61 ] |
| 2015 | Najlepsza artystka hip hopowa      | Azealia Banks | BET Awards         | Nominacja | [ 62 ] |